# Yang Huiyu
Kaiserinmutter Yang Huiyu (chinesisch 羊徽瑜), formell Kaiserin Jingxian (chinesisch 景獻皇后 – „entschlussfreudige und weise Kaiserin“), halbformell Kaiserinmutter Hongxun (chinesisch 弘訓太后, * 214; † 278), war eine Kaiserinmutter der Jin-Dynastie. Sie war die dritte Gemahlin des Wei-Regenten Sima Shi. Ihr Vater Yang Chai (chinesisch 羊茝) war Gouverneur einer Kommandantur. Ihre Mutter Cai Wenji, eine berühmte Musikerin und Tochter des berühmten Han-Musikers Cai Yong. Ihr Bruder war der berühmte General Yang Hu.
Sie gebar Sima Shi wie alle seine Gemahlinnen und Konkubinen keinen Sohn. Nach seinem Tod (255) wurde deshalb sein Bruder Sima Zhao Regent. Nach dessen Tod (265) zwang sein Sohn Sima Yan den Wei-Kaiser Cao Huan, zu seinen Gunsten abzudanken. Er beendete die Wei-Dynastie und gründete als Kaiser Wu die Jin-Dynastie. Um die Leistungen seines Onkels zu ehren, ernannte er Yang Huiyu 266 zur Kaiserinmutter und ließ sie im Hongxun-Palast einziehen. Daher hat sie ihren halbformellen Titel Kaiserin Hongxun. Es war angeblich ihr Verdienst, dass Kaiser Wu auch Sima Shis erste Gemahlin Xiahou Hui (chinesisch 夏侯徽) als Kaiserin Jinghuai ehrte. Yang Huiyu starb 278 und wurde mit den Ehren, die einer Kaiserin gebühren, bei ihrem Gemahl Sima Shi begraben.
| Personendaten    | Personendaten                             |
| ---------------- | ----------------------------------------- |
| NAME             | Yang, Huiyu                               |
| ALTERNATIVNAMEN  | Kaiserin Jingxian; Kaiserinmutter Hongxun |
| KURZBESCHREIBUNG | Kaiserinmutter der Jin-Dynastie           |
| GEBURTSDATUM     | 214                                       |
| STERBEDATUM      | 278                                       |